# Marcus Iunianus Iustinus

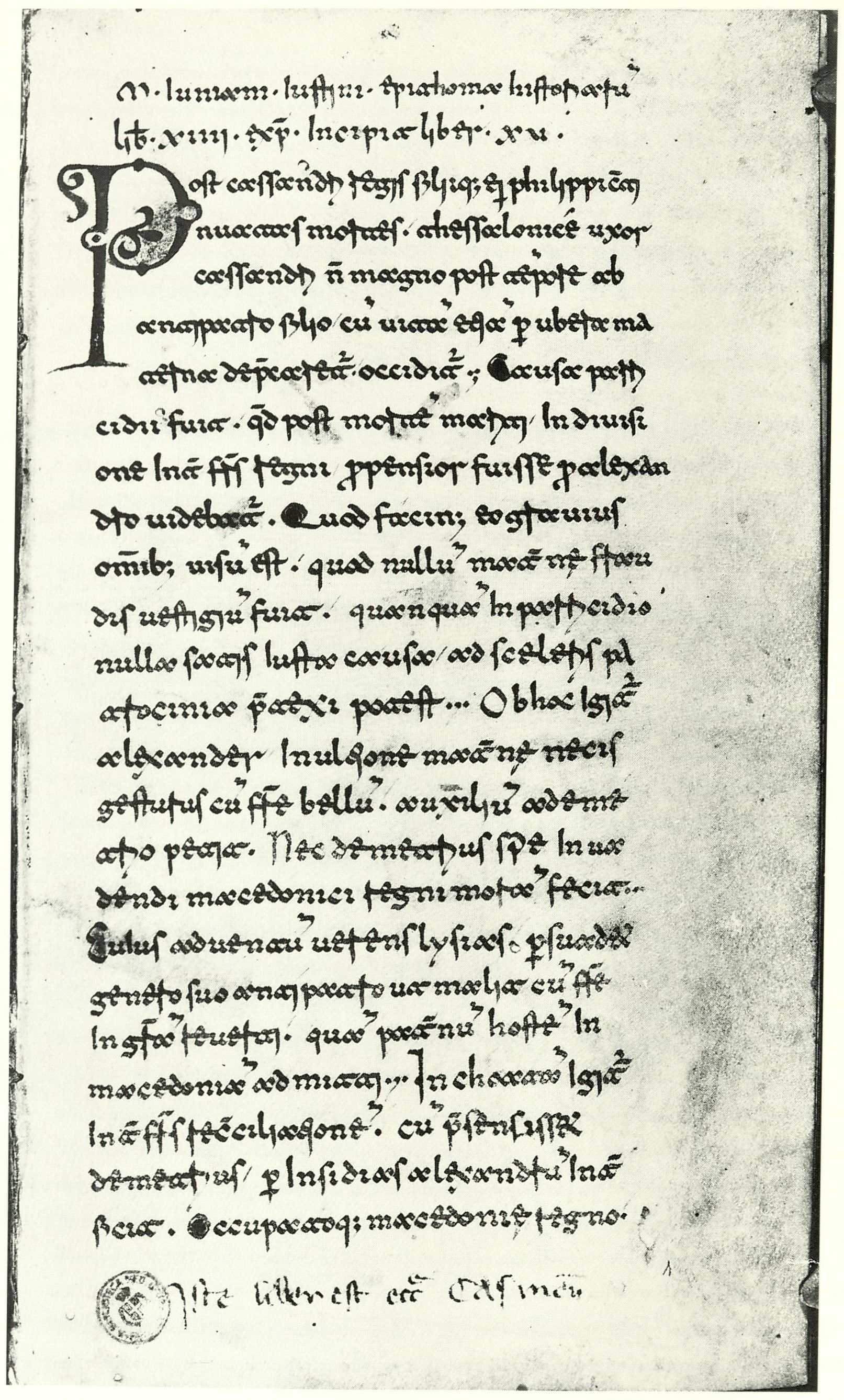
Eine Seite der Epitoma historiarum Philippicarum in der Handschrift Florenz, Biblioteca Medicea Laurenziana, Plut. 66.21, fol. 1r (spätes 11. Jahrhundert)

Marcus Iunianus Iustinus, auch als Justinus oder Justin bezeichnet, war ein römischer Geschichtsschreiber. Wann er lebte, ist nicht genau bekannt. Meist wird das 2. oder 3. Jahrhundert angenommen, wenngleich andere Forscher auch die Zeit um 390 in Erwägung ziehen (so etwa Ronald Syme).

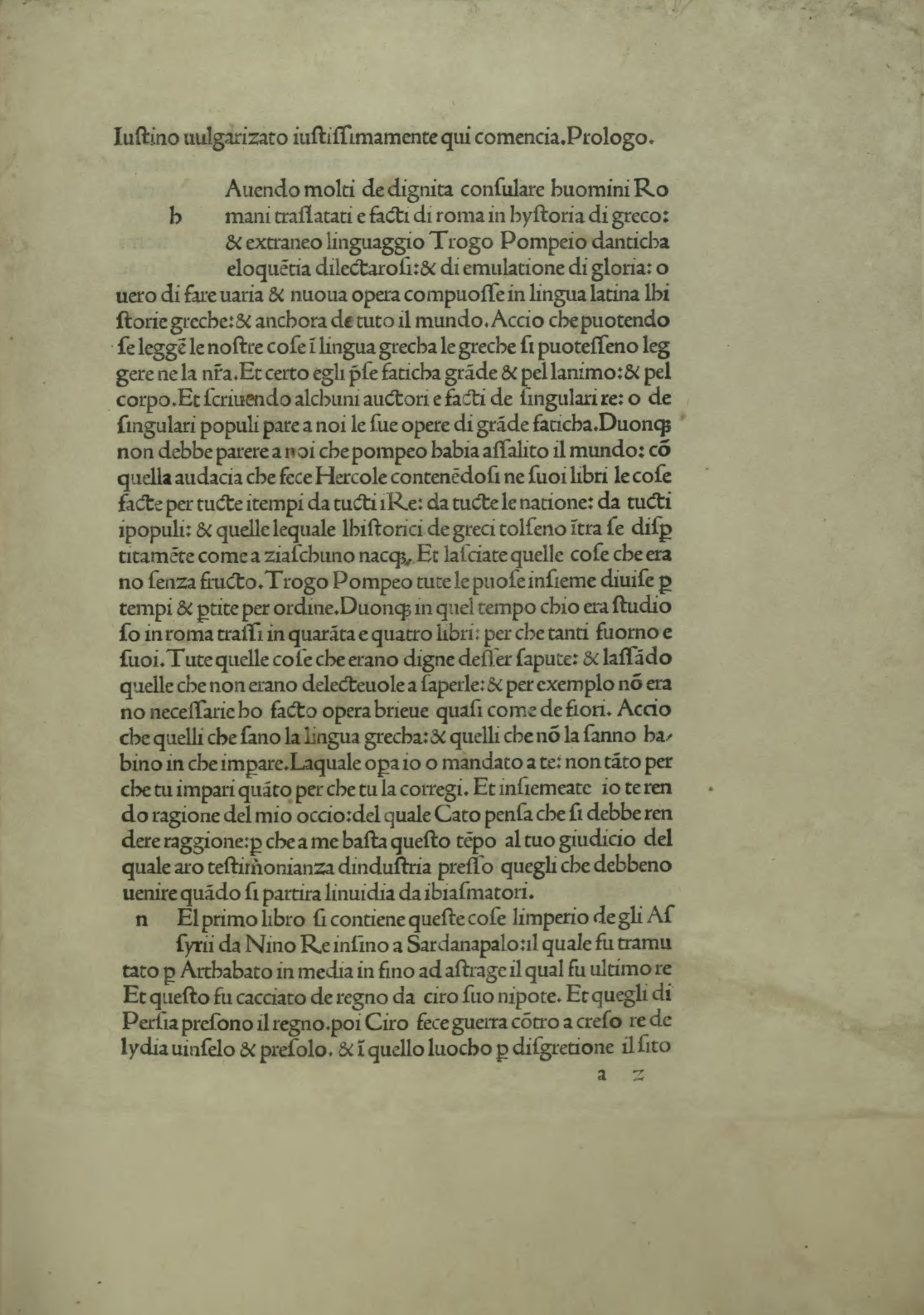
Der Beginn einer italienischen Übersetzung der Epitoma historiarum Philippicarum in einer Inkunabel von 1477

Von seiner Lebensgeschichte ist nichts bekannt, außer (wie aus dem Vorwort seines Werks hervorgeht) dass er nicht aus Rom selbst stammte, aber sich einige Zeit dort aufhielt. Er ist der Autor eines historischen Werks in lateinischer Sprache (Epitoma historiarum Philippicarum beziehungsweise Historiarum Philippicarum libri XLIV), das 44 Bücher umfasst und nach seiner Aussage im Vorwort eine Sammlung der wichtigsten Passagen der umfangreichen Historiae Philippicae des Pompeius Trogus aus der Zeit des Kaisers Augustus sei. 
Das Werk des Trogus ist verloren, aber die prologi oder Zusammenfassungen des Textes durch Plinius den Älteren und andere sind erhalten geblieben. Das Hauptthema bei Trogus war der Aufstieg und Fall der verschiedenen Großreiche. In der Forschung ist eine Kernfrage, wie weit Iustinus in seiner „Blütenlese“ von dem Originalmaterial abwich und eigene Positionen einfügte. Sicherlich kürzte er aber die Darstellung des Trogus bzw. fasste mehrere Passagen zusammen. Das Werk des Iustinus, das nur etwa ein Sechstel bis ein Zehntel so umfangreich wie das Werk des Trogus ist, richtete sich wohl an ein Publikum, das auch Interesse an nicht-römischer Geschichte hatte. Es sollte offenbar einen ähnlichen Zweck erfüllen wie die Livius-Epitome des Florus, nämlich ein umfangreiches Werk (wie das des Trogus) den Lesern besser zugänglich zu machen bzw. ihnen einen raschen Einblick in das Thema zu verschaffen.
Obwohl bei Iustinus aus heutiger Sicht häufig sachliche Fehler festzustellen sind (unter anderem aufgrund chronologischer Fehler und starker Kürzungs- und Selektionsvorgänge) und er weniger Historiker als vielmehr rhetorisch interessierter Autor war, enthält sein Werk durchaus mehrere wertvolle Informationen. Der Sprachstil ist größtenteils klar und leicht verständlich, zuweilen auf Kosten der Darstellung komplexerer Zusammenhänge. Sprachlich orientierte sich Iustinus wohl teilweise an Livius.
Das Werk wurde im Mittelalter viel benutzt, als der Autor manchmal mit Justin dem Märtyrer verwechselt wurde. Erstmals im Druck veröffentlicht wurde die Epitome ca. 1470 in Rom und Venedig.

## Übersetzungen
- Otto Seel (Übers.): Pompeius Trogus. Weltgeschichte von den Anfängen bis Augustus. Zürich 1972.
- John C. Yardley, Waldemar Heckel: Justin: Epitome of the Philippic History of Pompeius Trogus. Vol. I, Books 11–12: Alexander the Great. Oxford 1997.
- Peter Emberger, Günter Laser: Justin. Römische Weltgeschichte. Zwei Bände. Wissenschaftliche Buchgesellschaft, Darmstadt 2015–2016.